# Italia meridional
Italia Meridional es la parte sur de la península itálica y comprende las regiones de Abruzos, Molise, Campania, Apulia, Basilicata y Calabria. Por cuestiones geográficas, históricas y  culturales, dentro del concepto de Italia meridional, o, en un sentido más amplio, de Mezzogiorno, es común incluir también la isla de Sicilia. Generalmente, las ciudades del sur son menos industrializadas que las del norte. Aunque geográficamente central, la región de Abruzos es considerada como meridional por cultura, economía y por haber sido parte integrante del Reino de Nápoles y del posterior Reino de las Dos Sicilias. 
El sur de Italia tiene una cultura parcialmente distinta a la del norte, con sus músicas folclóricas relacionadas al fenómeno del tarantismo (entre ellas las tarantelas), sus monumentos, sus gastronomías y sus paisajes.

## Límites
La Italia meridional limita al norte con las regiones de Lacio y Marcas en la Italia central, al este con el mar Adriático, al sur con el mar Jónico y al oeste con el mar Tirreno y se separa de la isla de Sicilia por el estrecho de Mesina frente a la ciudad de Regio de Calabria.

## Historia

### Magna Grecia

Procedencia étnico-lingüística de los griegos de Magna Grecia.
Griegos del noroeste
Aqueos
Dorios
Jónicos

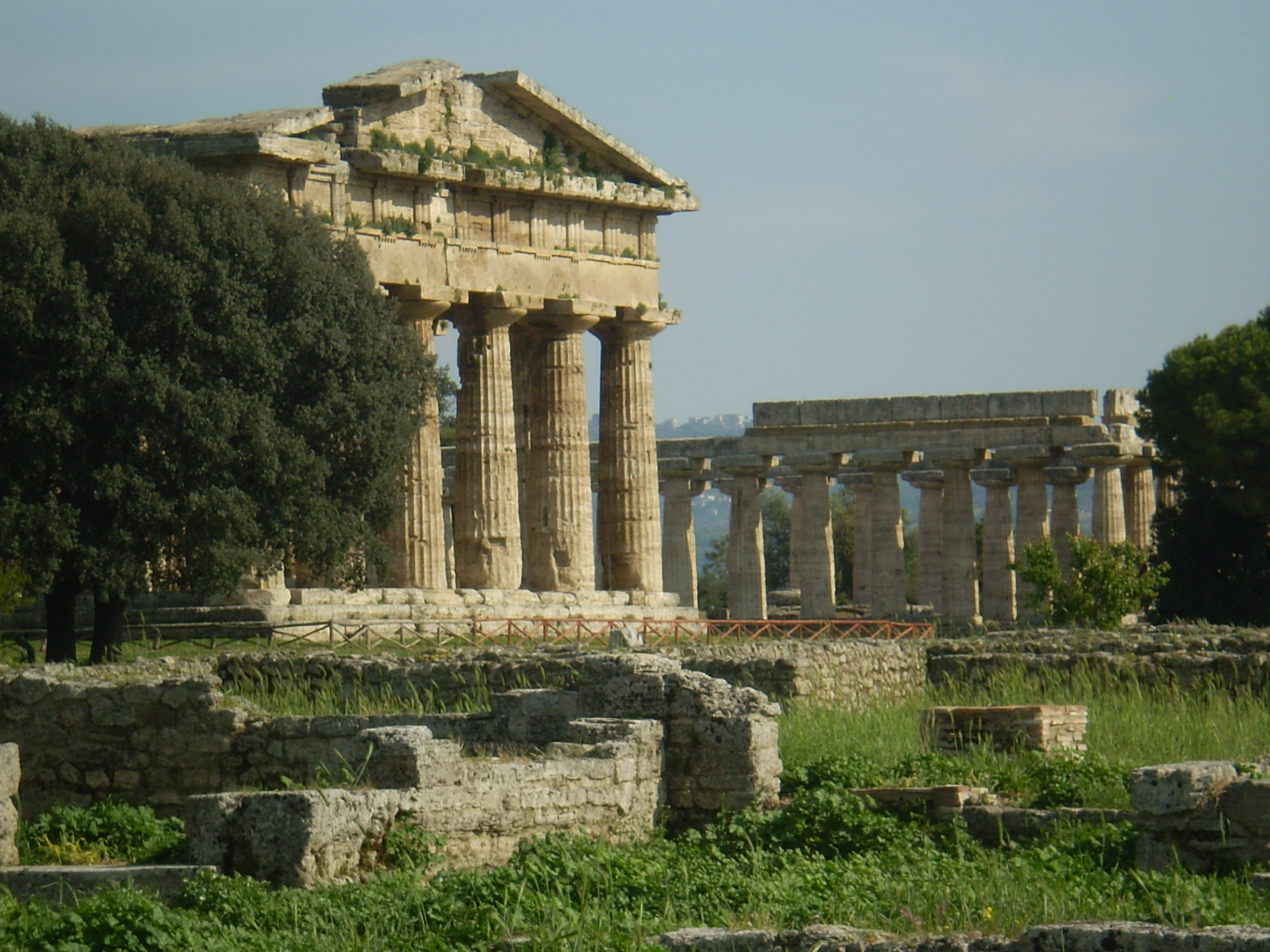
La colonia griega de Paestum, en Campania.

Magna Grecia (en griego clásico: Μεɣάλη Ἑλλάς [Mĕgálē Hĕllás]; en neogriego: Μεɣάλη Ελλάδα; en latín: Magna Graecia; en italiano: Magna Grecia) es el nombre dado en la Antigüedad al territorio ocupado por los colonos griegos al sur de la península italiana y Sicilia, donde fundaron polis que comerciaron con su metrópoli.
Originalmente, Magna Graecia fue el nombre usado por los romanos para describir el área alrededor de la antigua colonia griega de Cumas (Κύμα), de forma que el área entera de colonización griega en la península Italiana y Sicilia fue conocida por este nombre. De hecho, los términos "Grecia" y "griegos", en español y muchos otros idiomas, vienen del término latino.
Muchas de las nuevas colonias se convirtieron en poderosas y prósperas ciudades, como Neápolis (Νεάπολις, Nápoles) y Sýbaris (Σύβαρις, Síbaris).
Otras ciudades de la Magna Grecia fueron Syrakousses (Συρακούσσες, Siracusa), Akragas (Άκραγας, Agrigento), Selinus (Σελινοΰς, Selinunte), Taras (Τάρας, Tarento), Locri (Λοκροί), Rêgion (Ρήγιον), Kroton (Κρότων, Crotona), Thurioi (Θούριοι, Turios), Elea (Ελαία), Messana (Mesina), Tauromenia  (Taormina) e Hímera. Desde estos emplazamientos se mantenían vínculos con las colonias griegas más occidentales, las del actual litoral hispanofrancés: Massalia (Marsella), Antípolis (Antibes), Nikaia (Niza), Emporion (Ampurias) o Mainake (Málaga).
Se dice que la Magna Grecia fue la tierra donde Odiseo (Ulises en la cultura romana), rey de Ítaca, se perdió durante diez años, después de regresar de Troya y antes de llegar a su reino. Numerosas leyendas e historias mitológicas de la Έλλάς (Hélade) tienen lugar allí.

### Época romana
Al igual que el resto de la península itálica, los territorios de la Magna Grecia y de todo el sur de Italia peninsular, fueron conquistados y federados por Roma entre la mitad del siglo IV a. C. y el principio del siglo III a. C., tras el fin de las guerras samnitas y la conclusión de las guerras pírricas. Dentro de este contexto es famoso el caso de Tarento, polis  
italiota que tenía una alianza con Roma, lo que no impidió que ésta violara la cláusula que le impedía llevar una flota más allá de estrecho de Mesina. A su paso por Tarento, para mayor provocación pidieron atracar en la ciudad. El convoy fue asaltado declarándose la guerra. Los tarentinos, ahora conscientes de su acción, llamaron a Pirro de Epiro.
La intervención de Pirro de Epiro casi logró salvar las colonias, aunque su derrota final puso fin a toda esperanza de independencia. Desde entonces, el sur de Italia formó parte de la Italia romana.

### Edad Media
Después de la pérdida de las provincias occidentales del Imperio Romano, toda Italia fue invadida por los ostrogodos y, posteriormente, especialmente el sur de Italia, por los bizantinos.

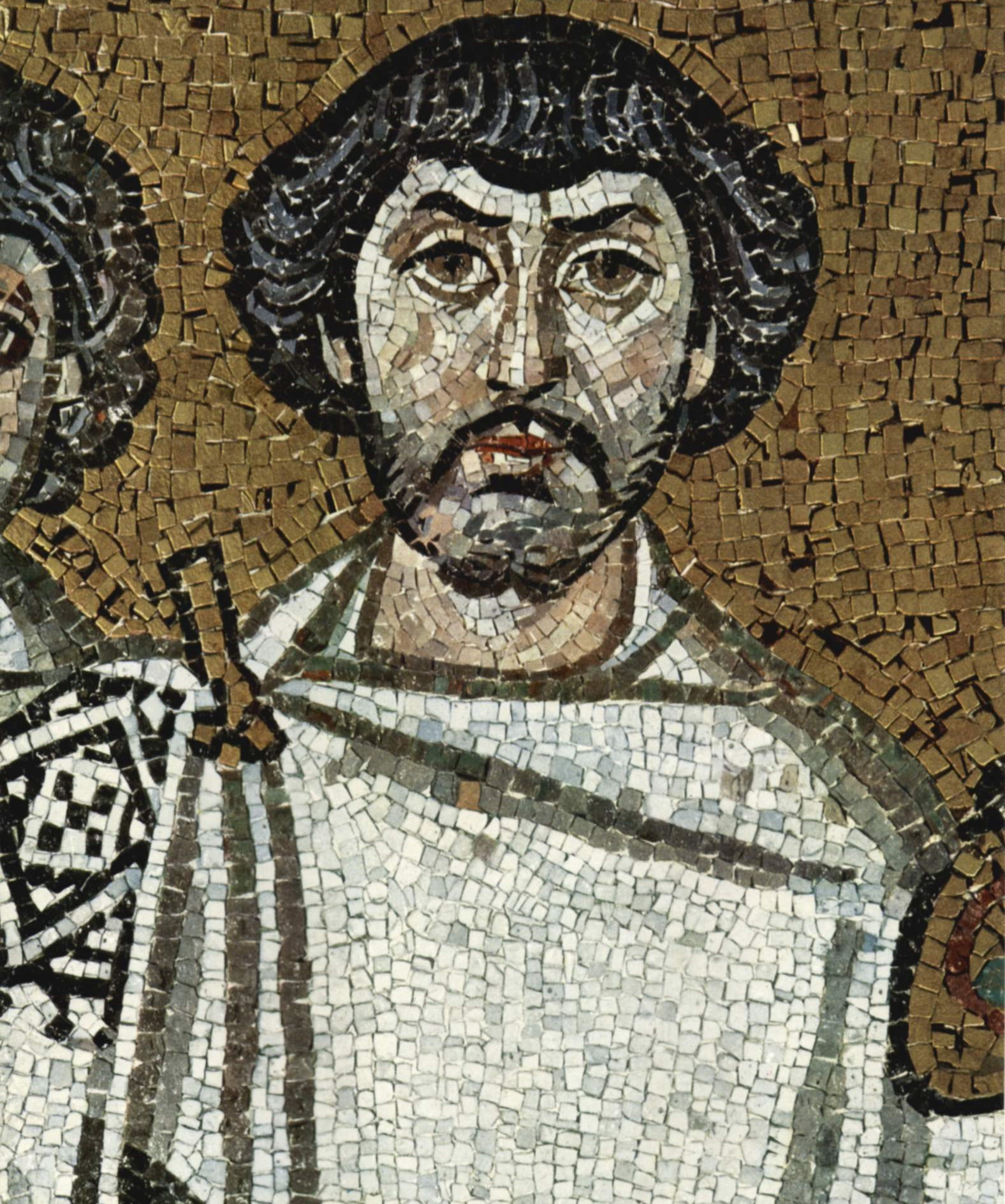
Probable retrato de Belisario.

En el año 535, el emperador  Romano de Oriente Justiniano, dio dos golpes de mano que le permitieron tomar Sicilia al mando de Belisario y Dalmacia por  Ilírico Mundo. Teodato recurrió a una embajada papal, pero se envió una embajada Imperial paralela al propio monarca ostrogodo para establecer un acuerdo secreto de cesión de Italia al Imperio. Los diversos contratiempos que atravesaba el Imperio en ese momento, como la revuelta de África y la recuperación de territorios por germanos en Dalmacia indujeron a Teodato a romper el compromiso y a hacer frente a los ejércitos de Justiniano.
Justiniano reorganizó la jerarquía militar para poder poner al frente de las campañas italianas a Belisario ya que Mundo había fallecido en la ofensiva de Dalmacia. En su lugar se puso a Constantiniano, que recuperó la ofensiva en Dalmacia, reocupando Salona y expulsando a los ostrogodos de la región. Belisario ocupó Nápoles y finalmente Roma a comienzos de diciembre. Teodato, antes de la caída de Roma, fue depuesto por Vitiges, comandante de su guardia personal que demostró tener gran capacidad para las artes guerreras y puso sitio a Roma.
El precio de la conquista del reino ostrogodo quizá podría considerarse excesivo. Se provocaron continuas campañas de desgaste, siendo víctima principal la población itálica que sufrió la destrucción de su tejido social, productivo, político y fue azotada por la peste. Los veinte años de lucha aceleraron dramáticamente la transición al mundo medieval. Roma perdió su entidad urbana y dejó de ser la ciudad por antonomasia del mundo Mediterráneo.

#### Dominio islámico en Sicilia
El Emirato de Sicilia fue un estado islámico medieval establecido en la isla italiana de Sicilia durante el periodo comprendido entre los años 965 y 1072.

#### Dinastía normanda, 1071-1198

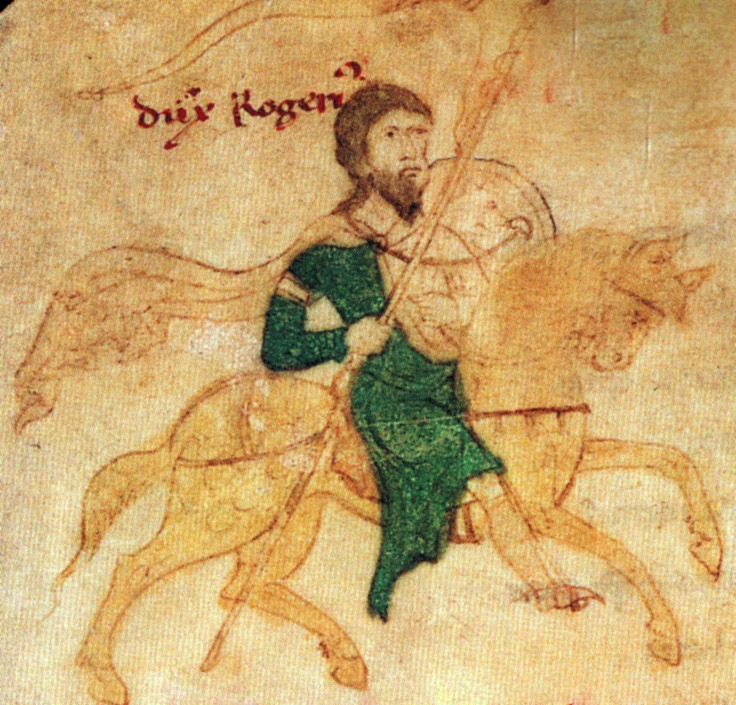
Roger II de Sicilia.

Sicilia fue conquistada hacia el 1071 por el gran conde Roger, siendo a partir de esta conquista un condado. El conde Roger formaba parte de unos mercenarios normandos que habían estado pagados por bizantinos que deseaban expulsar a los sarracenos de la península itálica. Con él se iniciará la dinastía Hauteville en Sicilia.
El antipapa Anacleto II inviste a su hijo Roger II como rey de Sicilia. Los descendientes de Roger II, Guillermo I y Guillermo II, reinaron en Sicilia desde de su muerte en 1154 hasta 1189. Guillermo II, al morir sin descendientes varones, plantea un problema en la sucesión.
La heredera legítima de Guillermo II era su hija, Constanza I de Sicilia. La cual se casa con Enrique VI, cosa que permite la llegada al poder de la dinastía Hohenstaufen. El papa Clemente III teme por los bienes de la iglesia de Sicilia al subir al poder la dinastía Hohenstaufen, cosa que provoca su rechazo al matrimonio entre Constanza I y el emperador Enrique VI. Clemente III invita al emperador a rendirle juramento de vasallaje, pero el emperador lo rechaza. El papa decide entonces dar apoyo a Tancredo de Sicilia, bastardo de Roger II, que muere en 1194.

#### Dinastía Hohenstaufen, 1198-1266

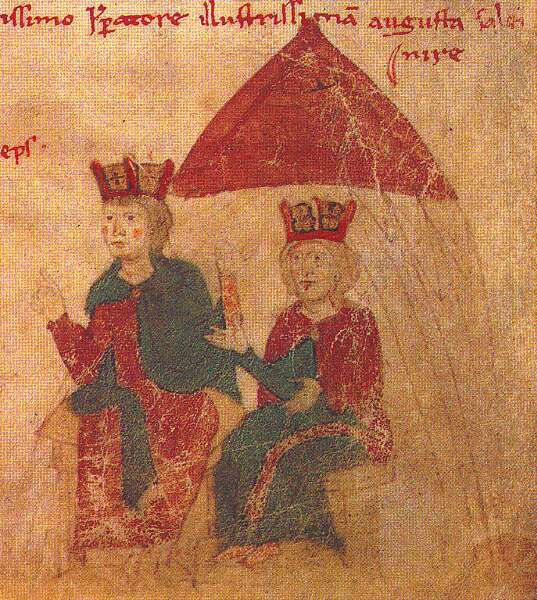
Enrique VI y Constanza I de Sicilia, imagen de 1196.

Enrique VI se proclama rey de Sicilia el 25 de diciembre de 1194, en Palermo, junto con su esposa Constanza I de Sicilia. Su reinado será sin embargo corto, ya que muere en 1197. Entre esta fecha y 1220, el Papa intenta frenar el poder de los Hohenstaufen en Sicilia. El reino de Sicilia sin embargo no tiene ningún poder central como en las demás monarquías, así que los barones y los obispos usurpan las prerrogativas reales, y las ciudades grandes no aconsejan seguir adelante con sus instituciones comunales.
En 1220 Federico II, el hijo de Enrique VI, se proclama emperador. Ese diciembre en Capua deroga la ley normanda y cancela las concesiones de 1189 para castigar a los que aprovecharon el vacío de poder para hacerse fuertes. En 1230, las Constituciones de Melfi, inspiradas en la ley romana, dan leyes reales al reino.

#### Dinastía angevina, 1266-1282 en Sicilia y 1266-1442 en Nápoles

Escudo de Armas del Reino de Nápoles en época angevina.

Al subir al trono Manfredo I de Sicilia el papa Clemente IV lo excomulga por ser hijo ilegítimo de su padre, volviéndose el reino de Sicilia propiedad del Papado. En 1262 Constanza II de Sicilia, hija del anterior se casa con Pedro el Grande, rey de Aragón y conde de Barcelona. Esta situación de acoso entre la dinastía Hohenstaufen y la casa de Aragón-Barcelona, siendo Constanza la heredera de Manfredo, provoca la antipatía del francés Clemente IV que busca ayuda en Carlos I de Anjou, hermano pequeño de su aliado Carlos IX de Francia. Así las tropas de Carlos de Anjou entran en la isla y luchan con Manfredo I en la batalla de Benevento, mientras Carlos es coronado rey de Sicilia en Roma en 1266.
Bajo Carlos de Anjou, y posteriormente su hijo Carlos II, el norte se favorece en detrimento del sur, así la capital se trasladada de Palermo a Nápoles. Esta situación de dominación angevina concluye con las Vísperas sicilianas, que conducen a la división del reino de Sicilia en 1282, en el Reino de Sicilia insular, bajo dominio de la Corona de Aragón, y reino peninsular o Reino de Nápoles, bajo dominio angevino.

#### Dinastía aragonesa, 1282-1479 en Sicilia y 1442-1501 en Nápoles

Escudo de Armas del Reino de Nápoles en época de la Corona de Aragón.

Con el matrimonio de la heredera legal de Manfredo I, Constanza II de Sicilia, con Pedro el Grande de Aragón, el reino de Sicilia se convierte en uno de los principales intereses del rey aragonés. Las Vísperas sicilianas representan una doble ruptura: primero contra los angevinos, con los cuales los impuestos eran muy altos; y después contra la herencia de Federico I, una herencia siempre en disputa (entre Hohenstaufen y angevinos) y que no estabilizaba el reino. Así mismo fue una petición de autonomía. Para poder hacer frente a los angevinos, los sicilianos invitan a Pedro el Grande a reivindicar los derechos de su esposa, cosa que comporta la separación en dos reinos.
Los conflictos entre los reinos de Sicilia y Nápoles fueron constantes hasta que es elegido Papa Benedicto XII en 1334, quien tenía relaciones de amistad con Federico II de Sicilia, y le promete respeto en la Santa Sede en Trinacria.
Los dos reinos resultantes están separados hasta 1442 cuando, el rey de Aragón, Alfonso el Magnánimo, conquista el Reino de Nápoles y reúne el Reino de Sicilia insular con su antiguo territorio peninsular .

#### Dominación española (Reyes Católicos), 1479-1516 en Sicilia y 1504-1516 en Nápoles
Tras el matrimonio de Fernando de Aragón con Isabel de Castilla, los antiguos territorios de la Corona de Aragón en Italia: Reino de Sicilia y Reino de Cerdeña - a los que, posteriormente, se sumará el Reino de Nápoles - quedarán bajo dominio de la recién nacida Monarquía Hispánica y serán gobernados mediante virreyes.

### Dominación española (Casa de Austria), 1516-1714

El emperador Carlos V en Mühlberg por Tiziano.

Con Carlos I comienza el reinado de la dinastía de los Habsburgo, o Casa de Austria, con la que la Monarquía Hispánica conocerá su mayor expansión territorial gracias a la conquista de extensos territorios en América y a las demás posesiones de ultramar que constituirán el Imperio español. En este mismo periodo, los Estados italianos del sur de Italia bajo dominio de los Habsburgo de España quedarán administrados, al igual que el Ducado de Milán y a los Presidios de Toscana, a través del  organismo imperial conocido como Consejo Supremo de Italia.

### Dominación austriaca (Habsburgo de Austria), 1714-1734
Para el año 1714, los Habsburgo de España dejaron de gobernar el Reino de Nápoles y los demás Estados italianos como resultado de la guerra de sucesión española; a partir de este momento, el reino pasó a ser gobernado por los Habsburgo de Austria a través del emperador Carlos VI, quien gobernaba desde Austria mediante virreyes. La guerra de sucesión polaca tuvo como resultado que Carlos de Borbón, en 1734, recuperara Sicilia y Nápoles como partes de una unión personal, que en el tratado de Viena fueron reconocidas como independientes bajo una rama menor de los Borbones españoles, los Borbones de Nápoles, en 1738, con Carlos como soberano, conocido como Carlos VII de Nápoles y V de Sicilia (posteriormente III de España).

### Borbones de las Dos Sicilias

Escudo de Armas del Reino de las Dos Sicilias.

En 1734, Carlos de Borbón, el entonces duque de Parma y futuro soberano, derrotó a los austriacos con las tropas de su padre el rey Felipe V de España, recuperó estos reinos para su dinastía, y fue reconocido de inmediato por Francia en virtud del Primer Pacto de Familia y en 1737 por los Estados Pontificios y, a continuación, por el resto de los Estados italianos.
A finales del siglo XVIII, el rey Fernando IV, tuvo que huir de Nápoles a Palermo, donde lo protegía la flota británica. Se produjo en Nápoles una lucha entre los defensores de los Borbones y los partidarios de la [[Primera 
República Francesa|República francesa]]. Los lazzaroni (la clase más baja del pueblo), dirigidos por Fabrizio Ruffo, lograron que los franceses rindieran los castillos napolitanos y se les permitió navegar de vuelta a Toulon. Con ello se restauró en trono a Fernando IV, pero le duró poco, ya que siete años más tarde, Napoleón, conquistó el reino e instaló en él a su hermano José. Tras la derrota de Napoleón, el Congreso de Viena, en 1815, vio los reinos de Nápoles y Sicilia combinados para formar el Reino de las Dos Sicilias, con Nápoles como capital.
En 1861, a través del proceso histórico conocido como Risorgimento, en el curso la unificación de Italia, el Reino de Cerdeña, tras la expedición de los Mil liderada por Giuseppe Garibaldi, logró anexar el Reino de las Dos Sicilias a las demás posesiones italianas bajo los Saboya y fundando así el Reino de Italia. Con esta conquista, el Reino de las Dos Sicilias deja de existir como estado independiente.

### El Sur de Italia en la Unificación

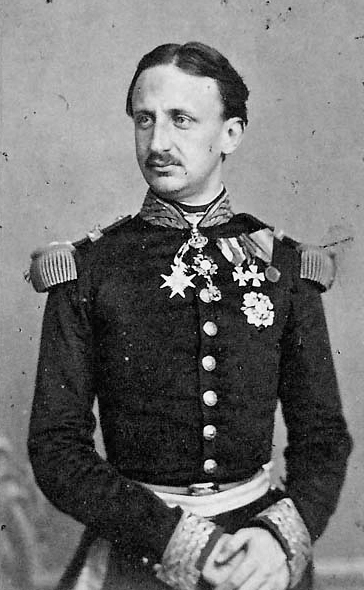
Francisco II de las Dos Sicilias.

En 1860, Giuseppe Garibaldi intentó lograr la liberación del reino de las Dos Sicilias, en el que Francisco II de Nápoles ejercía una monarquía absoluta. Las constantes revueltas producidas fueron el caldo de cultivo para la expedición de los Mil, auspiciada por Cavour Benso conde de Cavour. Al frente de su tropa de voluntarios, partió del puerto de Quarto, cerca de Génova, con mil animados hombres. Desembarcó en la ciudad de Marsala, (en Sicilia) y, tras vencer al ejército borbónico en la batalla de Calatafimi, entró en Palermo, la capital siciliana. Allí el pueblo vitoreó el nombre de Garibaldi y muchos valientes se unieron a su ejército.

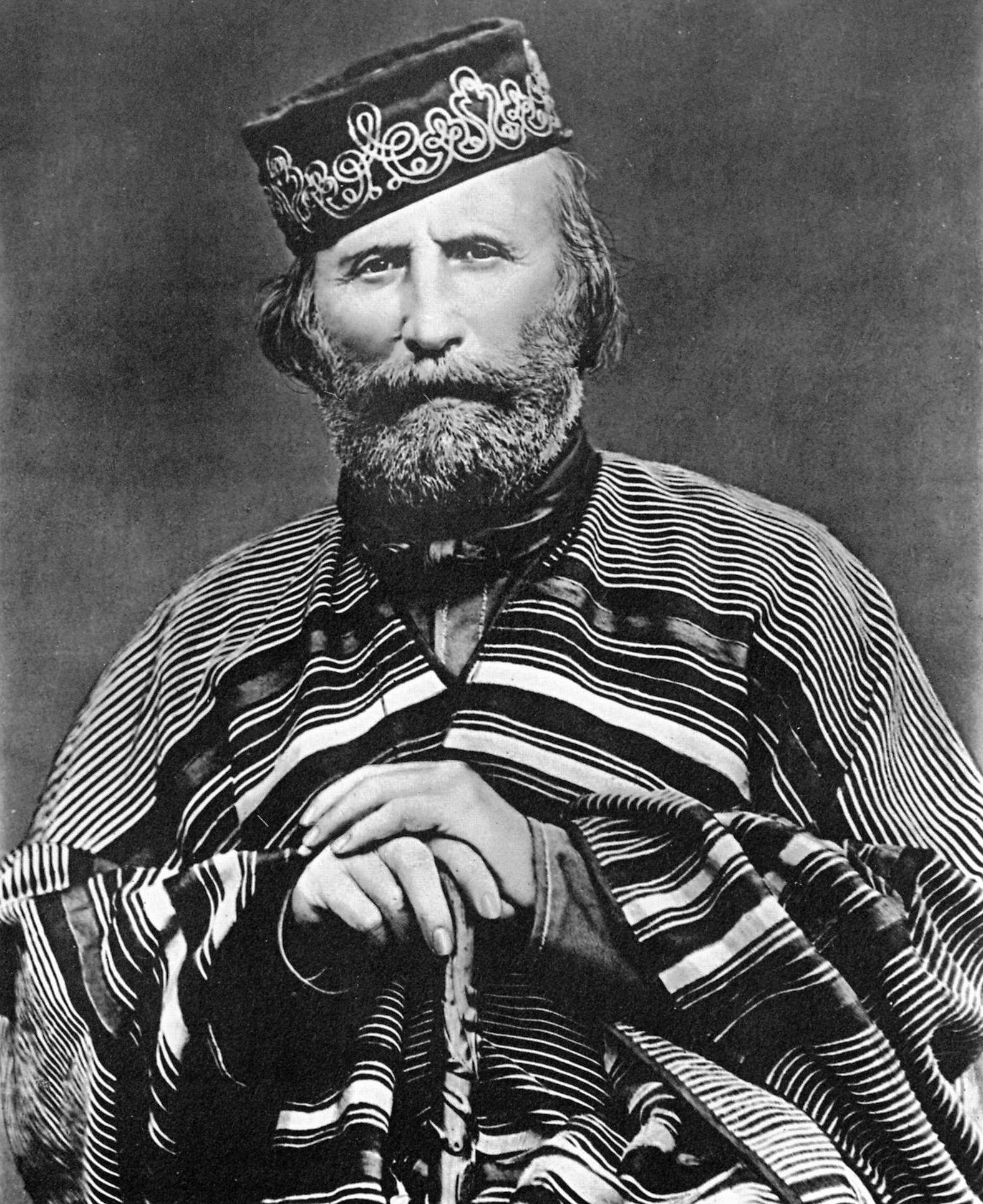
Giuseppe Garibaldi.

Garibaldi cruzó el estrecho de Mesina y entró en el continente. Tras vencer al ejército borbónico en varias oportunidades tuvo la vía libre para entrar en Nápoles, ya que el rey Fernando II había abdicado para no provocar una guerra civil. Así Garibaldi entró triunfalmente en Nápoles conquistando todo el Reino de las dos Sicilias.

## Clima
El clima es típicamente mediterráneo, con el verano bastante árido y caluroso, especialmente en la época estival. Los inviernos son más húmedos y puede llover con frecuencia.

## Ciudades importantes

### Nápoles

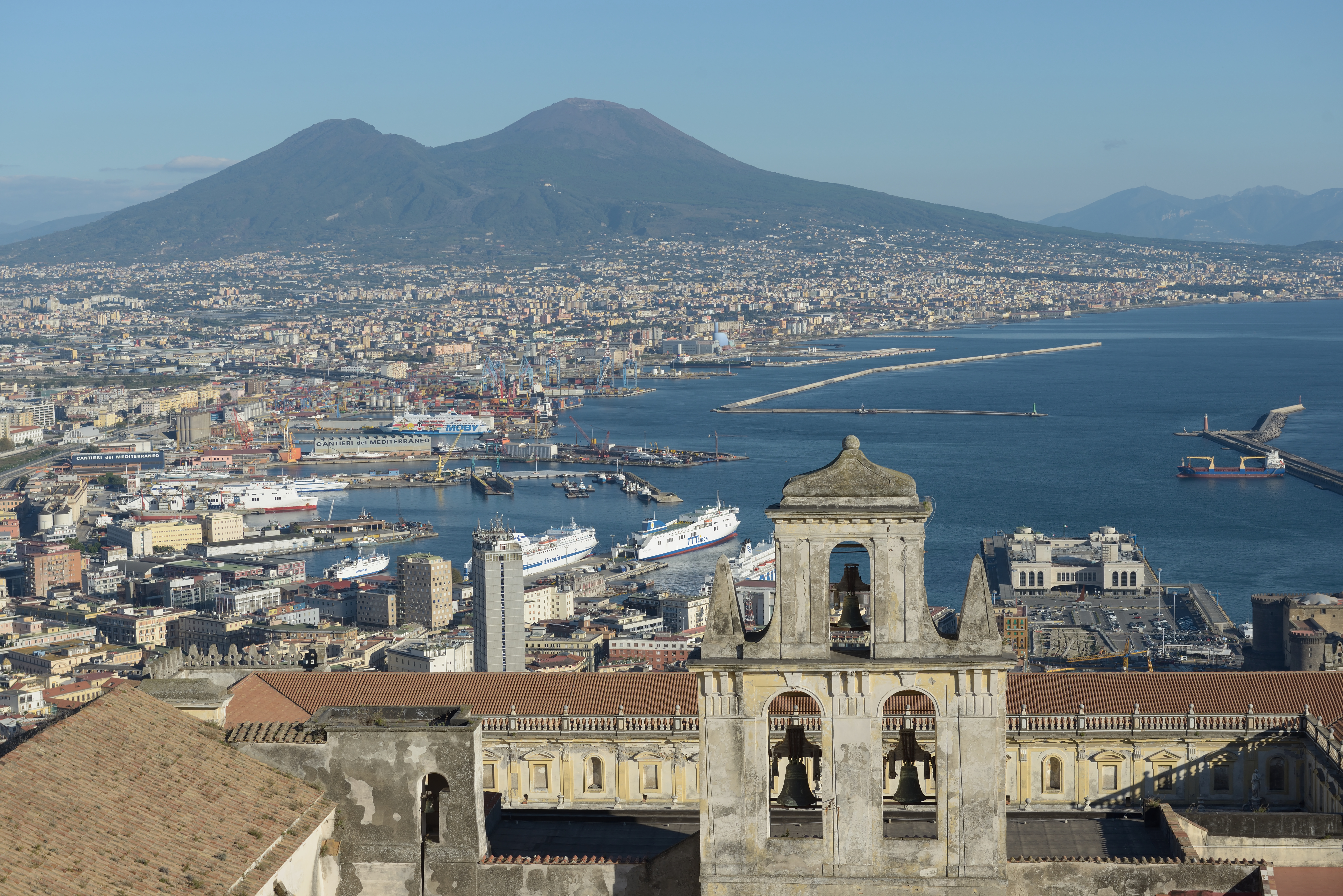
Vista de la ciudad de Nápoles, con el golfo homónimo y el Vesubio al fondo.

Nápoles es la ciudad más poblada del sur de Italia, capital de la región de Campania y de la Ciudad metropolitana de Nápoles. Tiene 911.615 habitantes (2022), y 4.434.136 en el área metropolitana, la segunda de Italia tras la de Milán. Está situada en las orillas del golfo homónimo a medio camino entre el Monte Vesubio y otra área volcánica, los Campos Flégreos. Los habitantes reciben el gentilicio de napolitanos. La Ciudad metropolitana de Nápoles consta de 92 municipios.
Capital histórica del Mezzogiorno, Nápoles posee una gran riqueza histórica, artística, cultural y gastronómica. Su centro histórico es patrimonio de la Humanidad de la Unesco desde 1995.

### Palermo

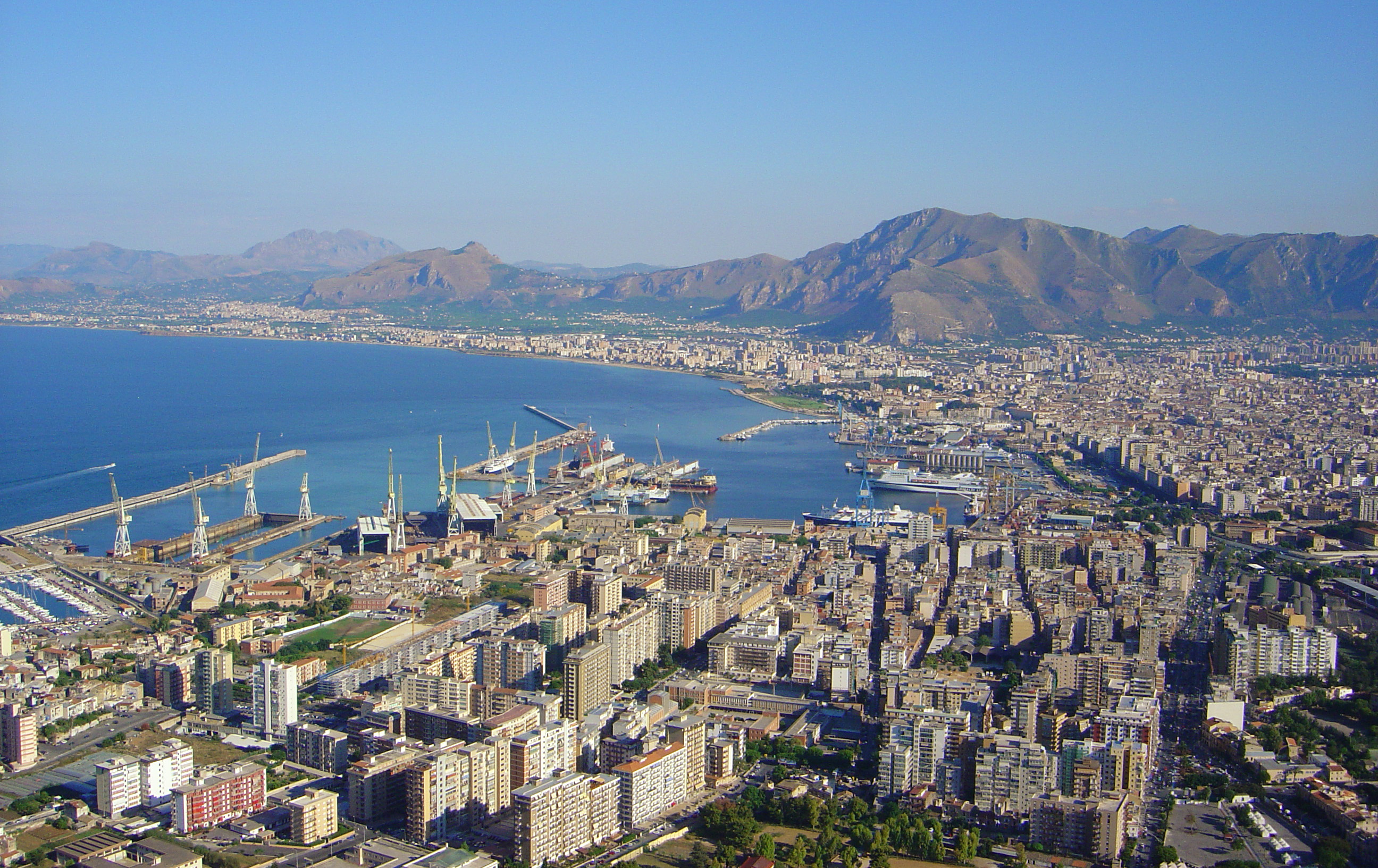
La ciudad de Palermo y sus Montes.

Palermo es capital de la región autónoma de Sicilia y de la Ciudad metropolitana de Palermo. Es la segunda ciudad más poblada del sur de Italia y en ella habitan 628.317 personas (2022) y su aglomeración urbana cuenta con cerca de 980 000, cifra que aumenta hasta 1 500 135 habitantes en toda su área metropolitana, la quinta más poblada del país.
Está dotada de un considerable patrimonio artístico y arquitectónico que abarca desde restos púnicos hasta casas de estilo art nouveau, pasando por residencias de estilo árabe y normando, iglesias barrocas y teatros neoclásicos. En julio de 2015, el conjunto «Palermo árabe-normando y las catedrales de Cefalú y Monreale» fue incluido en la lista del patrimonio de la Humanidad por la Unesco.

### Bari

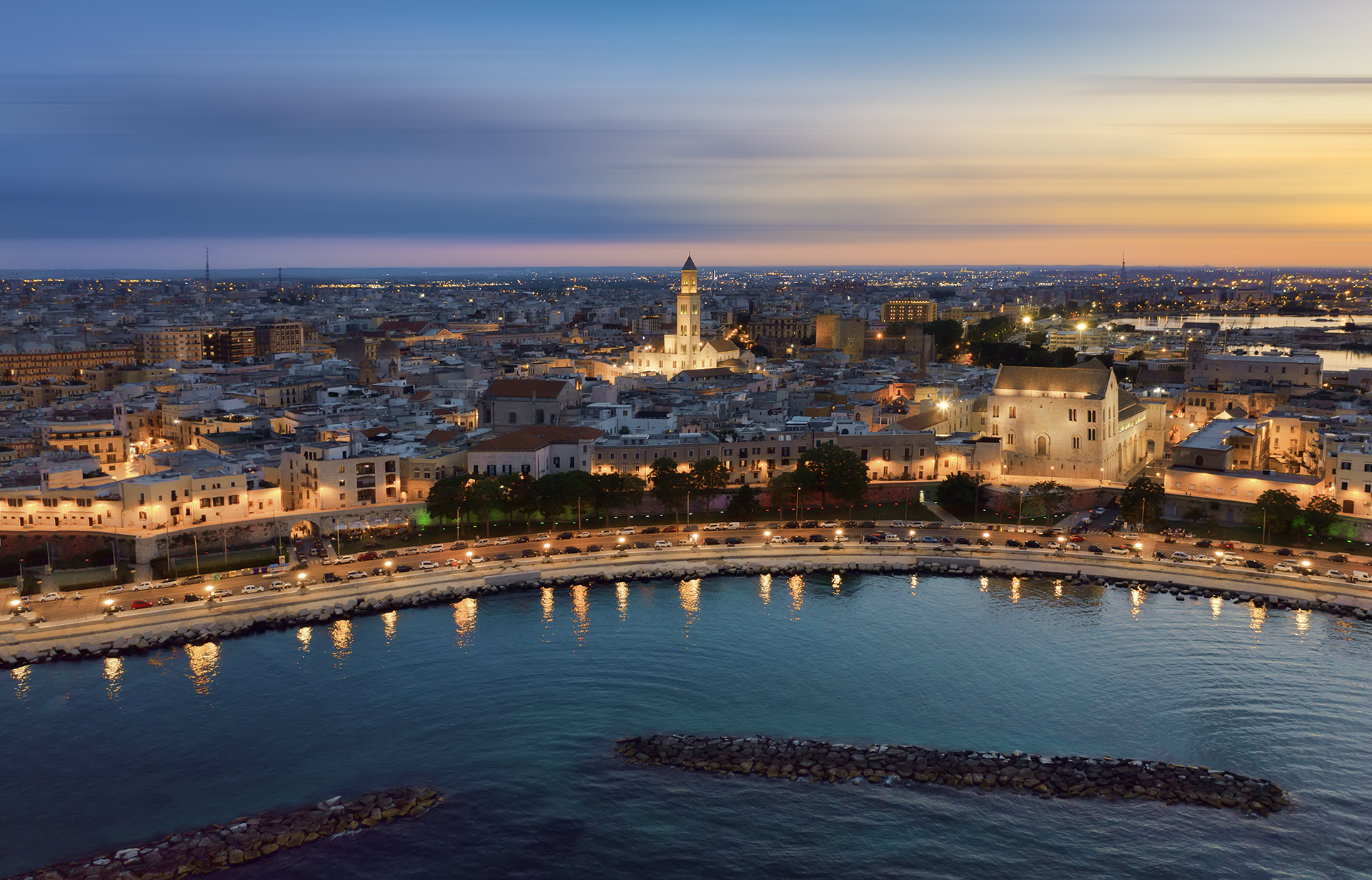
El paseo marítimo y el casco antiguo de Bari.

Bari, capital de la región de Apulia, es la tercera ciudad más poblada de la Italia meridional tras Nápoles y Palermo, ya que cuenta con 316.113 habitantes (2022) (750.000 en la entera área metropolitana). Su Ciudad metropolitana es la sexta de Italia por población con casi 1.222.171 habitantes (2018). La ciudad de Bari se localiza en la costa del mar Adriático, del que representa un importante puerto.

### Catania

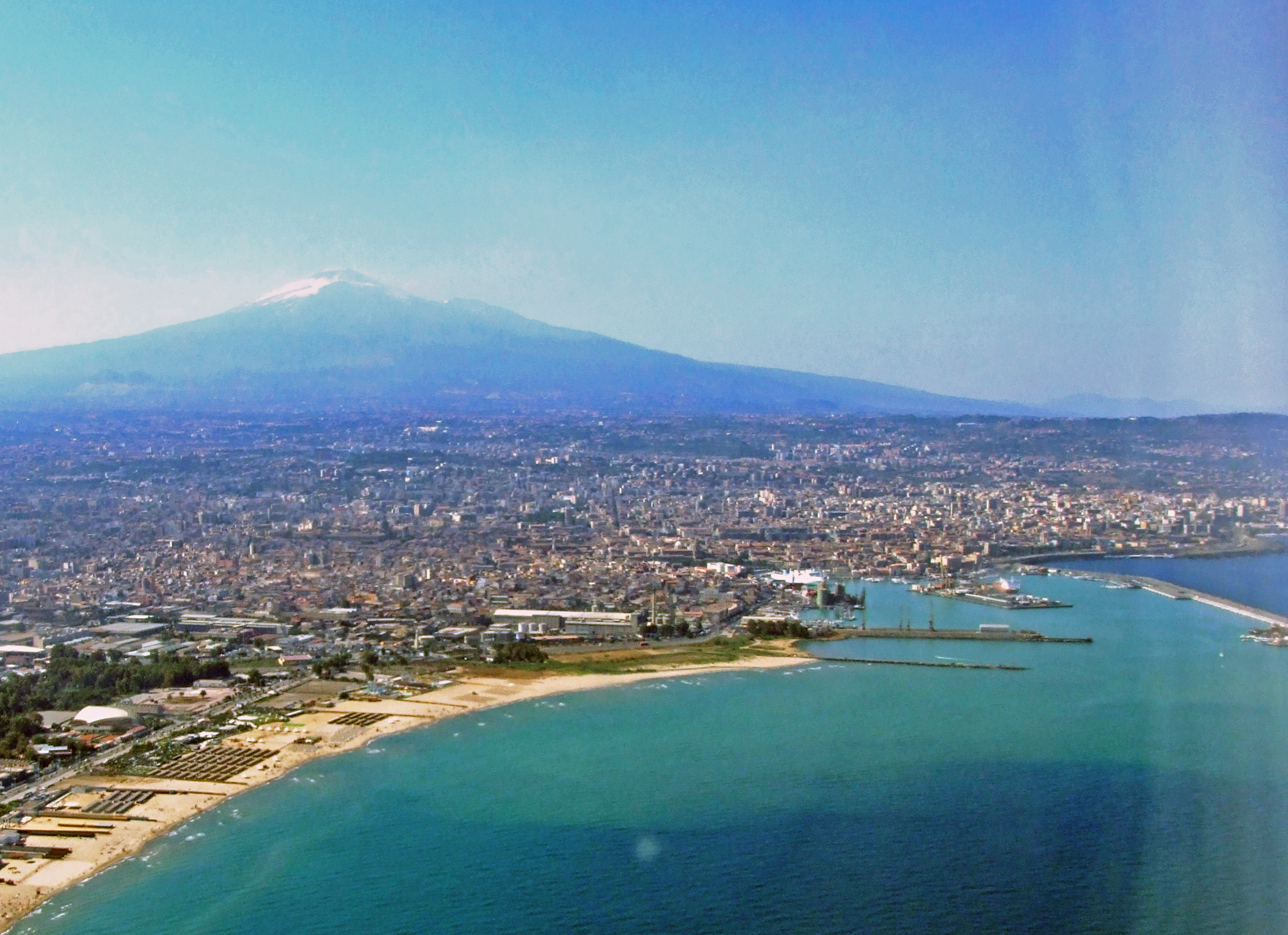
Vista de Catania con el Etna.

Catania es la segunda ciudad más poblada de Sicilia y la cuarta del sur de Italia. Situada en la costa este de la isla, es la capital de la Ciudad metropolitana que lleva su nombre. La ciudad posee 297.499 habitantes (2022), su comarca 770 000 y la ciudad metropolitana 1.068.835. Se encuentra limitada al norte por el Etna, el volcán activo más grande de Europa. 

### Regio de Calabria

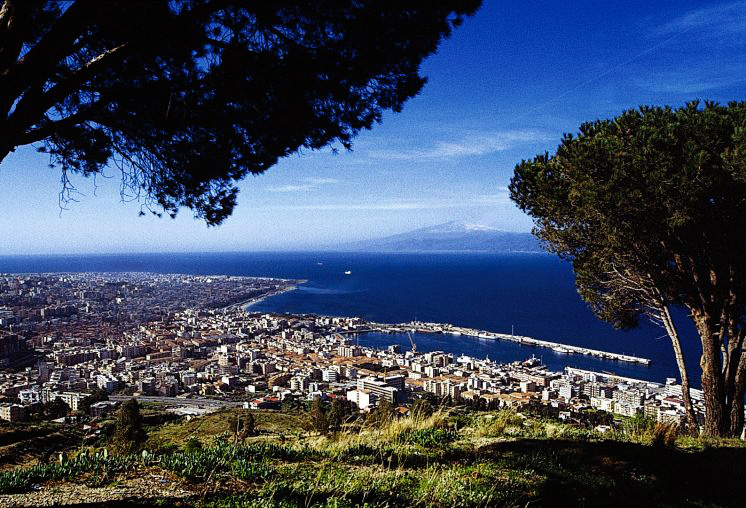
Vista de Regio de Calabria y el Estrecho de Mesina.

Regio de Calabria, capital de la homónima Ciudad metropolitana, con sus 171.310 habitantes (2022) es la ciudad más poblada de Calabria y sede de su Consejo regional. Se encuentra encarada al Estrecho de Mesina.

## Lenguas habladas

### Napolitano
El napolitano o italiano meridional (llamado de manera local napulitano y en italiano napoletano) es la lengua romance, perteneciente al grupo italorromance, hablada en Campania y varias regiones vecinas del centro y del sur de Italia (Marcas meridionales, Abruzos, Molise, Lacio meridional, Apulia centro-septentrional, Basilicata y Calabria septentrional). Lo hablan más de 11 millones de personas.
Se trata del idioma en que se escriben todas las canciones folklóricas napolitanas, tales como 'O surdato 'nnammurato, 'O sole mio, Funiculì, funiculà, Torna a Surriento y  Santa Lucia.
Al igual que todas las lenguas romances, el napolitano deriva del latín. También se han supuesto huellas del osco y del griego antiguo, hablado en Nápoles, junto al latín, hasta los siglos II-III d. C.

### Grecocalabrés
El idioma grecoitaliota es una lengua griega antigua, notablemente diferente del griego moderno, que pertenece al grupo grecoitaliano de las lenguas griegas. Existen dos subvariedades principales del grecoitaliota:
- El idioma grecocalabrés (también llamado grecánico, y hablado principalmente en el área geográfica de la Bovesia), es la versión del grecoitaliano usado en Calabria, en la provincia de Reggio, en contraposición al otro dialecto grecoitaliano.

- El idioma grecosalentino (también llamado griko), es la versión del grecoitaliano hablado en el territorio de la llamada Grecia Salentina, situada en la comarca de Salento (provincia de Lecce, en la región de Apulia), y formada por unos pocos municipios donde tradicionalmente es hablado este idioma.[16]

Las dos variedades suelen mencionarse conjuntamente como “lengua grecoitaliota” (Κατωιταλιώτιικα o kato-italiótika, palabra cuyo significado es ‘bajo italiano’ y, más exactamente por el contexto ‘griego italiano meridional’), subdivididas en grecánico y griko, dos variedades diferentes en su desarrollo histórico. El dialecto grecocalabrés usualmente es llamado por sus hablantes “glossa grèca tis Kalavrìa” (“ lengua griega de Calabria”).

### Siciliano
El siciliano o italiano meridional extremo es una lengua romance hablada en la isla de Sicilia, en el centro-sur de Calabria, en Salento (Apulia meridional) y en el extremo sur de Cilento (sur de Campania). Algunos autores restringen el término siciliano a los dialectos hablados en Sicilia. Pertenece al grupo de las lenguas italorromance, hablado también en la península itálica. Lo hablan más de 4 millones de personas.
Tiene una rica historia y literatura y un extenso vocabulario con más de 250.000 palabras. El siciliano tuvo una fuerte influencia en la formación de la lengua maltesa, sobre todo hasta finales del siglo XVIII.
Esta lengua, en el Libro Rojo de UNESCO, está clasificada como lengua que no corre ningún riesgo de extinción. El uso del siciliano como lengua hablada en familia o entre amigos es muy común en toda la región; menos común es su uso en ocasiones oficiales y en la forma escrita.
Los mayores escritores y poetas de la literatura en lengua siciliana son: Giovanni Meli, Nino Martoglio, Domenico Tempio, Alessio Di Giovanni e Ignazio Buttitta.